# Сугул
Сугул — село в Чойском муниципальном районе Республики Алтай России, входит в Паспаульское сельское поселение.

## География
Село расположено к востоку от Горно-Алтайска, в долине реки Паспаул, у подножия горы Сугул.

## Население
| 2010 | 2011 | 2012 | 2013 | 2014 | 2015 | 2016 |
| ---- | ---- | ---- | ---- | ---- | ---- | ---- |
| 54   | →54  | ↗55  | ↗56  | ↗64  | →64  | ↘63  |